# Alan Ke You Lun
Alan Ke You Lun (caratteri cinesi: 柯有綸; pinyin: Kē Yǒu Lún; Taiwan, 22 gennaio 1981) è un cantante e attore taiwanese.
Il suo nome inglese è Alan Kuo, ma è chiamato più comunemente Alan Ke o, in cinese, Kuo You Lun.

## Carriera musicale
Ke è figlio dell'attore/stuntman taiwanese Blackie Ke Shou Liang. Egli ha scritto due canzoni per suo padre, Wake up e I miss you, ognuna presente in un album. Alan ha iniziato a fare musica suonando la chitarra e scrivendo i testi delle canzoni. Successivamente ha avuto un contratto con l'etichetta discografica Alpha Music, e grazie a questo è entrato in contatto con artisti come Jay Chou, il quale in particolare gli ha fornito dei consigli su come raggiungere la fama. A causa dei consigli dell'artista, i produttori hanno iniziato ad aspettarsi molto da lui e le preparazioni per il suo primo album con la Sony Music sono durate diverso tempo. Durante il periodo di preparazione dell'album, il padre di Alan è morto in un incidente. Il 19 agosto 2005 è stato pubblicato il primo album autointitolato di Alan Kuo, contenente 12 tracce rock. Ha seguito, il primo giugno 2007, il secondo album.

## Discografia

### Album
| Album # | Informazioni sull'album                                                                 |
| ------- | --------------------------------------------------------------------------------------- |
| 1º      | 2005 Alan Kuo - Pubblicato: 19 agosto 2005 - Etichetta: Sony BMG - Lingua: cinese       |
| 2º      | Welcome to my world - Pubblicato: 1º giugno 2007 - Etichetta: Sony BMG - Lingua: cinese |

## Filmografia

### Serie televisive
- Sweet Relationship
- Sonic Youth
- Y2K+01
- Mars
- Sweet Relationship

### Film
- Life Express
- The Legend Of Wisely
- About Love

## Curiosità
- Nel 2007, Alan ha cambiato il suo nome cinese da 柯有倫 a 柯有綸.